# Louise de Montpensier
Louise de Bourbon, née en 1482, morte en 1561 fut duchesse de Montpensier de 1522 à 1561.
Elle est la fille de Gilbert de Bourbon, comte de Montpensier et dauphin d'Auvergne, et de Claire Gonzague (fille de Frédéric Ier de Mantoue).
En 1523, son frère, le connétable de Bourbon (1490-1527), quitte le roi François Ier qui l'avait spolié de ses fiefs pour se tourner du côté de Charles Quint. Elle parvient à récupérer le comté de Montpensier en 1538, qui est alors érigé en duché. Son second mari étant mort en 1520, elle règne seule sur le duché, avant de le transmettre à son fils Louis.
Elle avait épousé en premières noces en 1499, André IV de Chauvigny-Châteauroux, prince de Déols et vicomte de Brosse († 1503), et n'avait pas eu, semble-t-il, d'enfants.
En secondes noces, elle épousa,  en 1504, un cousin de la branche de Bourbon-Vendôme, Louis de Bourbon (1473 † 1520), prince de La Roche-sur-Yon, et avait eu :
- Suzanne (1508 † 1570), marié à Claude Ier de Rieux[1], comte d'Harcourt et d'Aumale († 1532)
- Louis III (1513 † 1582), duc de Montpensier
- Charles (1515 † 1565), prince de la Roche-sur-Yon